# A Living Memory
A Living Memory è un cortometraggio muto del 1912 diretto e interpretato da Alec B. Francis. Fu uno dei due soli film diretti da Francis, un attore che interpretò nella sua carriera oltre duecento pellicole.
Il film uscì nelle sale in marzo, circa tre settimane prima dell'affondamento del Titanic, piroscafo su cui era imbarcata Dorothy Gibson; salvatasi dal naufragio, l'attrice raggiunse la celebrità con Salvata dal Titanic, un instant movie prodotto dall'Éclair.

## Trama
Innamorato di una donna che gli preferisce un altro, John vive nel ricordo di quell'amore impossibile. Molti anni dopo, la donna - prima di morire dopo una vita difficile - gli manda la figlia che ha avuto dall'altro uomo. La presenza della giovane illumina la casa ricca ma cupa di Ransome tanto che lui cerca per un momento di rivivere quell'età felice attraverso la ragazza. Ma ormai l'amore appartiene ai giovani, come ben sa la giovane donna.

## Produzione
Il film fu prodotto dall'Eclair American.

## Distribuzione
Distribuito dalla Motion Picture Distributors and Sales Company, il film - un cortometraggio in una bobina - uscì nelle sale cinematografiche statunitensi il 26 marzo 1912.